# Johan Andersen
Johan Frederik Kobberup Andersen (Aarhus, 24 de enero de 1920-Struer, 7 de mayo de 2003) fue un deportista danés que compitió en piragüismo en la modalidad de aguas tranquilas.
Participó en los Juegos Olímpicos de Londres 1948, obteniendo una medalla de plata en la prueba de K1 1000 m. Ganó tres medallas en el Campeonato Mundial de Piragüismo en los años 1948 y 1950.

## Palmarés internacional
| Juegos Olímpicos   | Juegos Olímpicos       | Juegos Olímpicos  | Juegos Olímpicos |
| Año                | Lugar                  | Medalla           | Evento           |
| ------------------ | ---------------------- | ----------------- | ---------------- |
| 1948               | Londres (Reino Unido)  | Medalla de plata  | K1 1000 m        |
| Campeonato Mundial |                        |                   |                  |
| Año                | Lugar                  | Medalla           | Evento           |
| 1948               | Londres (Reino Unido)  | Medalla de bronce | K1 4 × 500 m     |
| 1950               | Copenhague (Dinamarca) | Medalla de oro    | K1 500 m         |
| 1950               | Copenhague (Dinamarca) | Medalla de plata  | K1 4 × 500 m     |